# Pennyworth
Pennyworth, in Staffel 3 Pennyworth: The Origin of Batman’s Butler ist eine US-amerikanische Krimiserie von Bruno Heller und Danny Cannon, in deren Mittelpunkt Alfred Pennyworth steht, der spätere Butler und väterliche Freund von Batman. In der Serie ist er ein Mittzwanziger, der nach zehn Dienstjahren beim britischen SAS eine eigene Sicherheitsfirma in London gründen will. Noch aber jobbt er als Türsteher und Rausschmeißer in einem Nachtclub, wobei er den amerikanischen Geschäftsmann Thomas Wayne kennenlernt.
Die Serie spielt in London in einer alternativen, den 1960er Jahren ähnelnden Realität, die allerdings auch kulturelle und technische Einflüsse früherer und späterer Zeiten unserer Realität des 20. Jahrhunderts zeigt. Basierend auf Charakteren von DC Comics erzählt Pennyworth die Vorgeschichte von Batmans Butler als Realverfilmung mit Jack Bannon in der Titelrolle. Insofern ähnelt die Serie der auch von Heller und Cannon entwickelten Serie Gotham, die ebenfalls zeitlich vor den eigentlichen Batman-Abenteuern spielt und Bruce Wayne als Teenager und Alfred Pennyworth als Mann in mittleren Jahren zeigt.
Pennyworth wurde von Juli 2019 bis November 2022 veröffentlicht. Im Oktober 2019 wurde die zweite Staffel der Serie bestellt, deren erste Episode in den USA am 13. Dezember 2020 und in Deutschland am 28. Februar 2021 ausgestrahlt wurde. Die dritte Staffel lief von Oktober bis November 2022. Im Januar 2023 wurde die Serie eingestellt.

## Handlung

### Staffel 1
Nach seinem zehnjährigen Dienst beim Militär, den er mit 16 Jahren antrat und der ihn zuletzt zum SAS führte, versucht Alfred Pennyworth unter der Marke Pennyworth Security ein eigenes Unternehmen zu gründen. Seinem Vater, der als Butler arbeitet, missfällt Alfreds Wunsch, da er ihn in seine Fußstapfen treten sehen möchte. Derweil arbeitet Alfred als Türsteher in einem Nachtclub. Dort begegnet er erstmals dem amerikanischen Geschäftsmann Thomas Wayne, mit dem er Visitenkarten austauscht, und dort lernt er auch die Tänzerin und Theaterschauspielerin Esme Winikus kennen, in die er sich verliebt.
Wayne arbeitet für die CIA und ist an Informationen über die sogenannte Raven Society gelangt, die unter der Führung von Lord James Harwood eine Revolution und faschistische Ordnung für Großbritannien anstrebt. Bei einer versuchten Entführung durch die Raven Society kann Wayne fliehen, hinterlässt jedoch Alfreds Visitenkarte. Bet Sykes, Lord Harwoods Handlangerin, entführt daraufhin Esme und fordert von Alfred Wayne im Tausch gegen Esme. Alfred spürt Wayne gemeinsam mit seinen alten Army-Freunden Bazza und Dave Boy auf und bringt ihn zum vereinbarten Ort des Austausches. Es kommt zu einer Schießerei, doch Alfred erfährt, wo Esme gefangengehalten wird, und kann sie mit Hilfe von Dave Boy und Bazza befreien. Infolge dieser Aktion wird Harwood von der Polizei in Gewahrsam genommen und Alfred wird von der Queen ausgezeichnet.
Wieder bei seinen Eltern stößt Alfred auf Bet, die nun Alfreds Eltern bedroht. Bet kann jedoch überwältigt werden und wird, wie bereits Harwood, in den Tower von London gesperrt. Während Harwood gefoltert wird, um seinen Auftraggeber preiszugeben, wird Bet wegen Hochverrats zum Tode verurteilt und wartet auf ihre Hinrichtung. Während ihrer Gefangenschaft kann sie jedoch ihren Wärter erpressen. Er schickt einen Brief an Bets Schwester Peggy, mit deren Hilfe Bet der Exekution entkommen kann.
In Alfreds Stamm-Pub macht sich Jason Ripper an die Barkeeperin Sandra Onslow ran. Alfred kann das unterbinden und kommt so in Kontakt mit Jasons Onkel, dem Crime Lord John Ripper. Alfred macht Esme einen Heiratsantrag, den sie annimmt. Wayne versucht, Alfred dazu zu gewinnen, für ihn zu arbeiten, was der jedoch ablehnt. Kurz danach wird Alfred von Martha Kane als Fahrer engagiert. Kane ist Fotografin, aber auch aktiv für die sozialistische No Name League, dem politischen Gegner und größten Widersacher der Raven Society. Was Alfred nicht weiß: Kane untersteht Thomas Wayne, der von der CIA in die No Name League eingeschleust wurde. Damit ist es Wayne durch eine List doch gelungen, Pennyworth anzustellen. Mit dem verdienten Geld mietet Alfred ein Heim für sich und Esme.
Derweil wird der gefolterte, verstümmelte und geistig desorientierte Harwood aus der Haft auf die Straße entlassen. Alfred erfährt derweil von Waynes List. Aufgrund der guten Bezahlung entscheidet er sich dennoch, weiter für die No Name League zu arbeiten, die nach Harwoods Nachfolger als Vorsitzendem der Raven Society sucht. In einem Dorf außerhalb Londons identifizieren Martha und Alfred die Ärztin Frances Gaunt. Als Alfred heimkehrt, findet er Esme in der neuen Wohnung tot vor, offensichtlich von einem Einbrecher erwürgt. Alfred ist durch ihren Tod am Boden zerstört, wird monatelang krank und halluziniert von seinen Kriegserlebnissen. Schließlich wird er von John Ripper aufgesucht, der ihm anbietet, Alfred bei der Suche nach Esmes Mörder zu helfen, wenn er ihm im Gegenzug einen Auftrag erfülle.
Inzwischen tyrannisiert die Raven Society Großbritannien immer offener und dominiert dabei die Straßenschlachten gegen die No Name League. Wayne erhält daraufhin von Julian Thwaite, dem Anführer der No Name League, den Auftrag, Gaunt zu eliminieren. Wayne engagiert dafür Dave Boy. Hierzu wird ein Treffen zwischen Thwaite und Gaunt organisiert, angeblich zur Vereinbarung eines Waffenstillstands, tatsächlich jedoch als Falle für Gaunt. Doch der Plan geht schief, als Alfred erscheint und seinerseits Thwaite erschießt, wie von Ripper verlangt. Hinter dem Mordkomplott steckt Julian Thwaites Ehefrau Undine, die so selbst Anführerin der No Name League werden will.
Nachdem Alfred den Auftrag erfolgreich ausgeführt hat, gibt Ripper ihm den Tipp, zur Hexe Baroness Ortsey zu gehen, die ihm helfen soll, den Mörder zu finden. Durch ihre Hilfe macht Alfred den alten SAS-Captain John Curzon als Esmes Mörder ausfindig. Alfred hat einst auf dessen Kosten einen Witz gemacht, woraufhin Curzon sich durch den Mord an Esme an ihm rächen wollte. Alfred macht sich auf die Suche nach Curzon und trifft dabei auf Bet Sykes, die sich ebenfalls wegen Esmes Tod an Curzon rächen will. Schließlich erfährt der Polizeiinspektor Aziz, dass Alfred Curzon jagt. Da Curzon der uneheliche Sohn des einflussreichen Lord William Smytth ist, von dessen Stimme der Premierminister abhängig ist, wird er von der Polizei gedeckt. Stattdessen lockt Aziz Alfred in eine Falle, indem er zwar Curzon ausliefert, Alfred jedoch zugleich mit Scharfschützen umzingelt. Schließlich erscheint Bet und rettet Alfred, sodass dieser Curzon erschießen kann. Kurz darauf wird Alfred von der Polizei gestellt und zu einer siebenjährigen Freiheitsstrafe im Gefängnis New Gate verurteilt. Zugleich kommt Wayne seinen CIA-Vorgesetzten analytisch auf die Schliche, dass Undine Thwaite hinter dem Mordauftrag an Julian Thwaite steckt. Derweil wird bei einem weiteren Treffen zwischen Thwaite und Gaunt eine Waffenruhe vereinbart.
In London finden Pegg und Bet Lord Harwood, der verstümmelt als Obdachloser lebt und seine Erinnerungen verloren hat. Sie nehmen ihn zu sich auf, während Harwood mit der Zeit seine Erinnerungen wiedergewinnt. Kurze Zeit später trifft er sich mit Gaunt und sie entscheiden sich, dass Harwood bis zu einer öffentlichen Kundgebung zunächst im Verborgenen weiter agiert. Bei der Kundgebung tritt Gaunt als Anführerin zurück und kündigt Harwood wieder zum neuen Anführer an. Der Premierminister ordert daraufhin an, die Veranstaltung niederzuschlagen. Allerdings schreitet Harwood bei der Niederschlagung ein und befiehlt der Polizei, das Vorgehen zu beenden. Die Polizei leistet seinem Befehl Folge. Der Premierminister kündigt daraufhin Neuwahlen an, zu der auch Raven Society und die No Name League antreten. Sie entscheiden, sich zusammenschließen, was den Premierminister besorglich stimmt. Er macht Alfred das Angebot, ihn in die Freiheit zu entlassen, wenn er bei den Verhandlungen zwischen Harwood und der No Name League die Beteiligten eliminiert.
Zwischenzeitlich erfährt Martha, dass Wayne CIA-Agent ist und nicht nur für die No Name League arbeitet. Als Alfred mit Bazza und Dave Boy unter dem Kommando von Aziz den Auftrag ausführen möchten, bemerken sie, dass Martha und Wayne für die Verhandlungen der No Name League verantwortlich sind. Alfred entscheidet daraufhin, den Auftrag nicht auszuführen und verhilft stattdessen Martha, Wayne und Harwood vor der anrückenden Polizei zur Flucht. Um nicht erneut in New Gate zu landen, möchte Alfred daraufhin nach Amerika fliehen.
Bei der Jagd wird die Queen derweil von Peggy und Bet entführt. Sie erpressen die Queen, den Premierminister von seinen Ämtern zu entbinden und Harwood zum neuen Machthaber zu ernennen. Durch die Befehle der Queen steht die Armee nun unter Harwoods Befehl, sodass Thwaite erhängt wird. Aufgrund des Staatsstreichs wurde eine Ausgangssperre verhängt, sodass Alfred in England bleiben muss. Er sucht Wayne mit Martha auf, die aufgrund des Staatsstreichs ebenfalls nach Amerika zu fliehen gedenken. Als Alfred vom Staatsstreich erfährt, entscheidet er sich jedoch gegen die Flucht und möchte stattdessen gemeinsam mit Martha, Wayne, Dave Boy und Bazza die Queen aus der Gefangenschaft befreien.
Auf dem Weg zu Peggy und Bet verrät Wayne Martha, Gefühle für sie zu haben. Bei den Entführern angekommen, können sie die Queen befreien. Die Putschisten werden daraufhin auf Befehl der Queen inhaftiert. Zugleich begnadigt sie Alfred, sodass er in London bleiben kann, und er erhält ein Jobangebot, für Scotland Yard zu arbeiten. Alfred erfährt derweil, dass sein Vater Mitglied der Alten Garde der Raven Society ist. Bei einer Dinnerfete, an der die Queen und der Premierminister anwesend sind, platziert Alfreds Vater eine Bombe, als Alfred erscheint. Er kann noch die Queen retten, während sein Vater den Selbstmordanschlag verübt.
Am selben Abend kommt Martha zu Wayne und sie gestehen sich gegenseitig ihre Liebe ein.

## Entstehungsgeschichte
Am 19. Mai 2018 wurde bekannt, dass der US-amerikanische Fernsehsender Epix die erste Staffel zu Pennyworth bestellt hatte. Die Serie wird von Warner Horizon Scripted Television unter der Executive Production von Bruno Heller produziert.
Mitte Oktober 2018 wurde die Besetzung bekannt gegeben. Die Rolle des Protagonisten Alfred Pennyworth wurde mit Jack Bannon besetzt.
Die Dreharbeiten begannen am 22. Oktober 2018 in den Studios von Warner Bros in Leavesden. Darüber hinaus wurde in London gedreht. Im Februar 2019 wurde bekannt gegeben, dass die Erstausstrahlung der ersten Folge im Juni 2019 erfolgen soll.
Auf die Annahme, Pennyworth werde eine Prequel-Serie zu Gotham, entgegnete Heller auf der Pressetour der Television Critics Association Anfang 2019, die neue Serie werde kein Gegenstück zu Gotham, sondern ein Standalone: „Es ist ein anderes Genre und ein anderes Format.“ Während Gotham eine oft abgedrehte Comic-Show mit bizarren Charakteren z. B. wie dem Joker, dem Pinguin und dem Riddler gewesen sei, werde Pennyworth ein düsteres Krimidrama.
Mitte Juni veröffentlichte Epix den ersten Trailer zur Serie, nachdem zwei Monate vorher ein Teaser veröffentlicht wurde.

## Besetzung und Synchronisation
Die deutschsprachige Synchronisation wurde durch Arena Synchron in Berlin unter dem Dialogbuch von unter anderem Annemarie Vogel sowie der Regie von Ozan Ünal angefertigt.
| Rollenname                  | Schauspieler           | Synchronsprecher  |
| --------------------------- | ---------------------- | ----------------- |
| Alfred Pennyworth           | Jack Bannon            | Jeremias Koschorz |
| Thomas Wayne                | Ben Aldridge           | Tobias Nath       |
| Deon ‘Bazza’ Bashford       | Hainsley Lloyd Bennett | Arne Stephan      |
| Wallace ‘Dave Boy’ McDougal | Ryan Fletcher          | Leonhard Mahlich  |
| Mary Pennyworth             | Dorothy Atkinson       | Silvia Mißbach    |
| Arthur Pennyworth           | Ian Puleston-Davies    | Lutz Schnell      |
| Bet Sykes                   | Paloma Faith           | Peggy Pollow      |
| Inspector Victor Aziz       | Ramon Tikaram          | Erich Räuker      |
| Martha Kane                 | Emma Paetz             | Rubina Nath       |
| Lord Harwood                | Jason Flemyng          | Marcus Off        |
| Premierminister             | Richard Clothier       | Peter Flechtner   |
| Esme Winikus                | Emma Corrin            | Lydia Morgenstern |
| Patricia Wayne              | Salóme Gunnarsdóttir   | Mareile Moeller   |
| Die Queen                   | Jessica Ellerby        | Bianca Warnek     |
| Undine Thwaite              | Sarah Alexander        | Susanne Geier     |

## Rezeption
Die erste Staffel wurde mit Stand vom 9. Februar 2020 auf Rotten Tomatoes mit 72 Prozent positive Kritiken basierend auf 29 Bewertungen ausgewertet. Auf Metacritic wurden 60 Kritiken als positiv ausgewertet, wobei 9 Meinungen berücksichtigt wurden.
Patrick Heidmann von der Süddeutschen Zeitung meint: „Auf reizvoll-kurzweilige Weise setzt sich Pennyworth zwischen alle Stühle: Humor und überzeichnete Gewaltexzesse haben etwas Comichaftes, die Dialoge sind ausgefeilt stilisiert und von Kraftausdrücken durchzogen. […] Ein bisschen mehr Fokussierung hätte hinsichtlich der ausufernden Nebenfiguren nicht geschadet, Spaß macht die Serie trotzdem. Nur als Batman-Prequel funktioniert sie nicht wirklich.“ Zugleich merkt er an, „(w)er auf Referenzen hofft, wird […] enttäuscht: mehr als das Kennenlernen der Eltern des späteren Superhelden gibt es kaum zu entdecken“. In Hinblick darauf, dass mit Batmans Butler Alfred Pennyworth in die Hauptrolle schlüpft, merkt Heidmann an, dass „Geschichten aus der Welt der Superhelden mittlerweile [so omnipräsent sind], dass längst schon Figuren als Protagonisten herhalten müssen, die in den Vorlagen bestenfalls eine Nebenrolle spielten. Der Kinohit Joker ist dafür aktuell das beste Beispiel. Und auch die neue Serie Pennyworth fällt in diese Kategorie“.
Claudia Reinhard meint in der Frankfurter Allgemeinen Zeitung, dass gerade die wenigen Referenzen auf das Batman-Universum die Stärke der Serie ausmachen: „(Ü)bermäßige Anspielungen auf Hintergründe aus anderen Medien, [verhindern] in so vielen Ableger-Serien und -Filmen […], dass eine Geschichte zu sich selbst findet. Ähnlich wie in der ‚Breaking Bad‘-Vorgeschichte ‚Better Call Saul‘ gelingt es hier, eine ganz eigene Erzählung zu entwickeln, die mit ihrer Mutter-Marke nicht viel mehr zu tun hat, als dass deren Fans ihretwegen einschalten. Das ist im aktuellen Serienwust viel wert“. Sie räumt jedoch ein, dass man sich „gleichwohl […] als Zuschauer davon durchaus gegängelt fühlen“ könne. „‚Pennyworth‘ versöhnt aber schnell wieder, mit einem charismatischen Protagonisten, der das Zeug zur britischen Kult-Figur mitbringt, großartigen Nebenfiguren, über die man dringend mehr erfahren möchte, und einem originellen Erzählstil zwischen der neuen Sherlock-Holmes-Serie, älteren James-Bond-Filmen und der Kingsman-Reihe“.